# Łuków (Silésie)
Pour les articles homonymes, voir Łuków (homonymie).
Łuków est une localité polonaise de la gmina de Gaszowice, située dans le powiat de Rybnik en voïvodie de Silésie.